# Livinská jelšina
Livinská jelšina este o arie protejată (arie specială de conservare — SAC, sit de importanță comunitară — SCI) din Slovacia întinsă pe o suprafață de 13,73 ha, integral pe uscat.

## Localizare
Centrul sitului Livinská jelšina este situat la coordonatele 48°43′24″N 18°05′02″E / 48.723333°N 18.083889°E.

## Înființare
Situl Livinská jelšina a fost declarat sit de importanță comunitară în aprilie 2004 pentru a proteja 2 specii de animale. Situl a fost protejat și ca arie specială de conservare în martie 2004.

## Biodiversitate
Situată în ecoregiunea alpină, aria protejată conține 2 habitate naturale: Păduri de fag Asperulo-Fagetum, Păduri aluvionare cu Alnus glutinosa și Fraxinus excelsior (Alno-Padion, Alnion incanae, Salicion albae).
La baza desemnării sitului se află mai multe specii protejate:
- amfibieni (1): buhai de baltă cu burta roșie (Bombina bombina)
- nevertebrate (1): Cordulegaster heros